# Lake Traverse
Der Lake Traverse ist ein etwa 26 km langer, langgestreckter See auf der Grenze zwischen den US-Bundesstaaten Minnesota und South Dakota, der das südlichste Gewässer im Einzugsgebiet der Hudson Bay ist.

## Name
Der Name des Sees ist eine Lehnübersetzung aus Dakota Mdehdakinyan, Mde Hdakinyan oder Mde hdakiŋyaŋ ‚quer liegender See‘. Er bezieht sich auf seine schräge Lage zum Big Stone Lake und den anderen Seen im Tal des Minnesota. Aus französisch Lac Travers wurde englisch Lake Traverse, diese Schreibung wurde 1973 vom United States Board on Geographic Names bestätigt.
Der Ojibwe-Name des Sees soll Ga-edawaii-mamiwung sagaiigun gewesen sein, was soviel ‚See mit Busen an beiden Enden‘ bedeuten soll.

## Entstehung und Geografie
Während der letzten Kaltzeit war der Urstrom River Warren zeitweise ein südlicher Abfluss des glazialen Agassizsees. In mehreren Phasen formte er das Tal aus, durch welches heute der Minnesota River fließt. Als der Strom vor etwa 9.500 Jahren versiegte, konnte der Little Minnesota einen Schwemmkegel in der Talsohle ausbilden, der den Lake Traverse aufstaute und schließlich sogar seine Fließrichtung umkehrte. Dadurch liegt die Laurentinische Wasserscheide heute direkt südlich des Sees bei Browns Valley. Der Little Minnesota River ist ein Teil des Mississippi-Flusssystems und fließt nur wenige hundert Meter entfernt am Südende des Sees vorbei.
Der Lake Traverse wird vor allem durch den Mustinka River gespeist, der am nördlichen Seeende in den See mündet. Einziger Abfluss, ebenfalls am Nordende, ist der Bois de Sioux River, ein Quellfluss des Red River of the North.
1936–1941 errichtete das United States Army Corps of Engineers mehrere Stauanlagen, um die Abflussmenge und damit den Pegel des Sees zu regulieren und so talabwärts Hochwasser und zu vermeiden. Dazu gehören:
- der Reservation Dam mit Wehr am Nordende, der den Traverse Lake reguliert,
- der White Rock Dam, der den flussabwärts gelegenen Mud Lake aufstaut,
- der Browns Valley Dike, ein Deich am Südende. Er bildet heute die Laurentinische Wasserscheide.[6]